# Mellemøsten
Mellemøsten er et geopolitisk og kulturelt område, som sædvanligvis dækker det sydvestlige Asien og Egypten.
Området består af landene omkring den sydøstlige del af Middelhavet og øst herfor samt af landene ved den Persiske Bugt. Det er ikke klart defineret, hvilke lande der tilhører regionen.
Palæstina er et landområde, hvis status som land eller stat er omstridt.

## Navnets ophav
Betegnelsen "Mellemøsten" blev opfundet i 1902 af den amerikanske søofficer Alfred T. Mahan, der skrev for Londons National Review. Her benyttede han det nye ord i sin opfordring til briterne om at forstærke flådestyrkerne i den Persiske Bugt. Den amerikanske historiker Roderic Davison forklarer Mahans Mellemøsten som "et ubestemmeligt område, der bevogter en del af søvejen fra Suez til Singapore". Begrebet "Mellemøsten" spillede på "Det nære østen" og "Det fjerne østen", som allerede var gået ind i sproget.

## Lande i Mellemøsten
- Bahrain
- Cypern
- Forenede Arabiske Emirater
- Irak
- Iran
- Israel
- Jordan
- Kuwait
- Libanon
- Oman
- Palæstina
- Saudi-Arabien
- Syrien
- Tyrkiet (asiatiske del)
- Yemen
- Qatar
- Egypten (Sinai-halvøen)

En ældre betegnelse for samme område er Nærorienten.
Betegnelsen bruges som regel i politiske, økonomiske, historiske og lignende sammenhænge. I geografiske sammenhænge anvendes ofte betegnelsen Vestasien. Her er landene beliggende i Afrika dog ikke medtaget.